# Hannivka, Koreț
Hannivka (în ucraineană Ганнівка) este un sat în comuna Ricikî din raionul Koreț, regiunea Rivne, Ucraina.

## Demografie
Componența lingvistică a localității Hannivka
     Ucraineană (99,07%)
     Alte limbi (0,93%)
Conform recensământului din 2001, majoritatea populației localității Hannivka era vorbitoare de ucraineană (99,07%), existând în minoritate și vorbitori de alte limbi.